# Tsovasar
Tsovasar (conosciuto anche come Shovasar, in armeno Ծովասար?) è un comune dell'Armenia di 2 839 abitanti (2009) della provincia di Gegharkunik.